# Jian hua yan yu jiang nan
Jian hua yan yu jiang nan (chiń. 劍花煙雨江南) – hongkoński-południowokoreański dramatyczny film akcji z elementami karate z 1977 roku w reżyserii Lo Wei.
Film zarobił 292 665 dolarów hongkońskich w Hongkongu.

## Fabuła
Chin Chin przywódczyni gangu Zabójczych Pszczół planuje zemścić się na rodzinie Cao Leia (Jackie Chan). Zabija wszystkich jej członków prócz Cao Leia, w którym się zakochuje.

## Obsada
Źródło: Filmweb

- Jackie Chan – Cao Lei
- Hui Lou Chen
- Hsu Feng – Ting Tan-Yen
- Ling Lung Yu
- Kuo Wang – pierwszy smok
- Lin Tung
- Ie Lung Shen
- Chi Ma
- Wen Tai Li
- Ching Hsia Chiang